# Pseudosymploce personata
Pseudosymploce personata är en kackerlacksart som beskrevs av Rehn, J. A. G. 1930. Pseudosymploce personata ingår i släktet Pseudosymploce och familjen småkackerlackor.
Artens utbredningsområde är Puerto Rico. Inga underarter finns listade i Catalogue of Life.